# ライヴ・イン・デンバー、CO 1972
『ライヴ・イン・デンバー、CO 1972』（Live in Denver, CO 1972）は、キング・クリムゾン・コレクターズ・クラブ（KCCC）が2007年に発売したCD。イングランドのロック・バンドであるキング・クリムゾンが1972年2月から4月まで行ったアメリカ・ツアーのライブ・アルバムで、同クラブの通算35作目である。

## 解説

### 本作の内容
1972年3月13日のデンバー公演の録音を収録。全8曲の内訳は以下のとおり。
- 『クリムゾン・キングの宮殿』（1969年）から1曲
- 『ポセイドンのめざめ』（1970年）から1曲
- 『リザード』（1970年）から1曲から
- 『アイランズ』（1971年）から4曲
- シングルB面収録曲1曲

## 収録曲
| #         | タイトル                                                   | 作詞・作曲                                              | オリジナル                                | 時間  |
| --------- | ---------------------------------------------------------- | ------------------------------------------------------- | ----------------------------------------- | ----- |
| 1.        | 「フォーメンテラ・レディ Formentera Lady」                 | Robert Fripp, Pete Sinfield                             | 『アイランズ』（1971年）                  | 9:26  |
| 2.        | 「船乗りの話 The Sailer's Tale」                           | Fripp（インストゥルメンタル）                           | 『アイランズ』                            | 6:40  |
| 3.        | 「サーカス Cirkus」                                        | Fripp, Sinfield                                         | 『リザード』（1970年）                    | 10:01 |
| 4.        | 「レディース・オブ・ザ・ロード Ladies of the Road」        | Fripp, Sinfield                                         | 『アイランズ』                            | 6:33  |
| 5.        | 「レターズ The Letters」                                   | Fripp, Sinfield                                         | 『アイランズ』                            | 6:36  |
| 6.        | 「グルーン Groon」                                         | Fripp（インストゥルメンタル）                           | シングル『キャット・フード』B面（1970年） | 17:17 |
| 7.        | 「21世紀のスキッツォイド・マン 21st Century Schizoid Man」 | Fripp, Greg Lake, Ian McDonald, Michael Giles, Sinfield | 『クリムゾン・キングの宮殿』（1969年）    | 11:42 |
| 8.        | 「ケイデンスとカスケイド Cadence and Cascade」             | Fripp, Sinfield                                         | 『ポセイドンのめざめ』（1970年）          | 4:57  |
| 合計時間: | 合計時間:                                                  | 合計時間:                                               | 合計時間:                                 | 73:12 |

## ミュージシャン
- ロバート・フリップ　Robert Fripp – ギター、メロトロン
- メル・コリンズ　Mell Collins – サクソフォーン、フルート、メロトロン
- ボズ・バレル　Boz Burrell – ベース、リード・ヴォーカル
- イアン・ウォーレス　Ian Wallace – ドラムス、バッキング・ヴォーカル